# When in Rome 2007
When in Rome 2007 è un album video del gruppo musicale britannico Genesis, pubblicato nel 2008 dalla Virgin Records.

## Descrizione
I primi due DVD costituiscono la ripresa filmata integrale dell'ultima data europea del Turn It On Again: The Tour, tenutasi al Circo Massimo di Roma il 14 luglio 2007, nella quale i Genesis suonarono di fronte a circa 500.000 spettatori. Il terzo DVD è un film di circa due ore, intitolato Come Rain or Shine, che documenta la preparazione del tour in questione, dalle prove del gruppo in un teatro a New York nel 2006 ai lavori di allestimento visuale dello spettacolo, fino alla conferenza stampa di presentazione del tour, più vari momenti catturati dietro le quinte di alcune fra le ventidue date europee. Queste ultime furono anche documentate nel doppio CD Live Over Europe 2007.

## Tracce

### DVD 1
1. Duke's Intro – 3:49
2. Turn It On Again – 4:26
3. No Son of Mine – 6:57
4. Land of Confusion – 5:11
5. In the Cage/The Cinema Show/Duke's Travels – 13:30
6. Afterglow – 4:28
7. Hold on My Heart – 5:58
8. Home by the Sea – 11:59
9. Follow You Follow Me – 4:19
10. Firth of Fifth – 4:40 – ridotta
11. I Know What I Like (In Your Wardrobe) – 6:45

### DVD 2
1. Mama – 6:57
2. Ripples – 7:58
3. Throwing It All Away – 6:01
4. Domino – 11:34
5. Conversation with 2 Stools – 6:49
6. Los Endos – 6:25
7. Tonight Tonight Tonight – 3:49 – ridotta
8. Invisible Touch – 5:35
9. I Can't Dance – 6:12
10. Carpet Crawlers – 6:00

### DVD 3
1. Come Rain or Shine (Documentary)

## Formazione
Gruppo
- Phil Collins – voce, batteria, percussioni
- Tony Banks – tastiera, moog, sintetizzatore
- Mike Rutherford – chitarra elettrica, basso, chitarra a 12 corde

Altri musicisti
- Daryl Stuermer – chitarra elettrica, basso
- Chester Thompson – batteria